# Babesgabeak
Babesgabeak (Desamparadas en espagnol) est un quartier central de Vitoria-Gasteiz en Pays basque dans la province d'Alava (Espagne), situé à l'est du Vieux Quartier. Il est limité à l'est avec Judimendi et Santa Luzia dans La Puente de Las Trianas, au sud avec la voie ferrée qui le sépare de San Kristobal et à l'ouest avec la zone de Zabalgunea.
Bien qu'étant un quartier très limité en extension, il a une activité commerciale très élevée et des blocs d'habitation qui ont été construits durant les années 1960 (dans quelques cas sur des constructions existantes) comme un secteur moderne et adjacent au quartier historique et de Zabalgunea de la Ville. Beaucoup des bâtiments ont des logements de grande taille et certaines d'entre elles (comme l'Édifice Panticosa) conçues comme logements de luxe, ont une piscine sur le toit. Il s'agit actuellement d'une zone de classe élevée, et est un des quartiers les plus chers de la ville.

## Rues de Babesgabeak
- Florida
- Juan XXIII
- Eduardo Velasco
- Las Trianas
- Isaac Albéniz
- Manuel Iradier
- Rioja
- Canciller Ayala
- Pio XII
- Angulema
- Kutaisi
- Plaza de Santa Bárbara
- Jesús Guridi
- Paz
- Postas
- Los Herrán

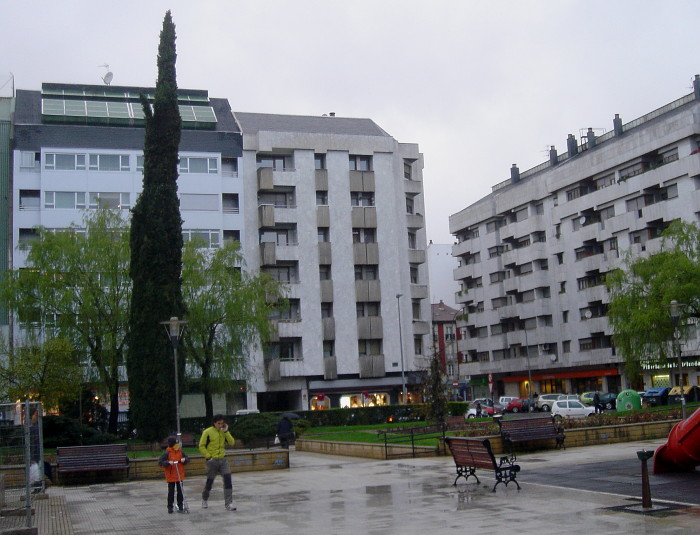
Plaza de Santa Bárbara, dans le quartier de Babesgabeak

- Plaza de Nuestra Señora de los Desamparados

## Équipements et Installations
- Arènes de Vitoria-Gasteiz

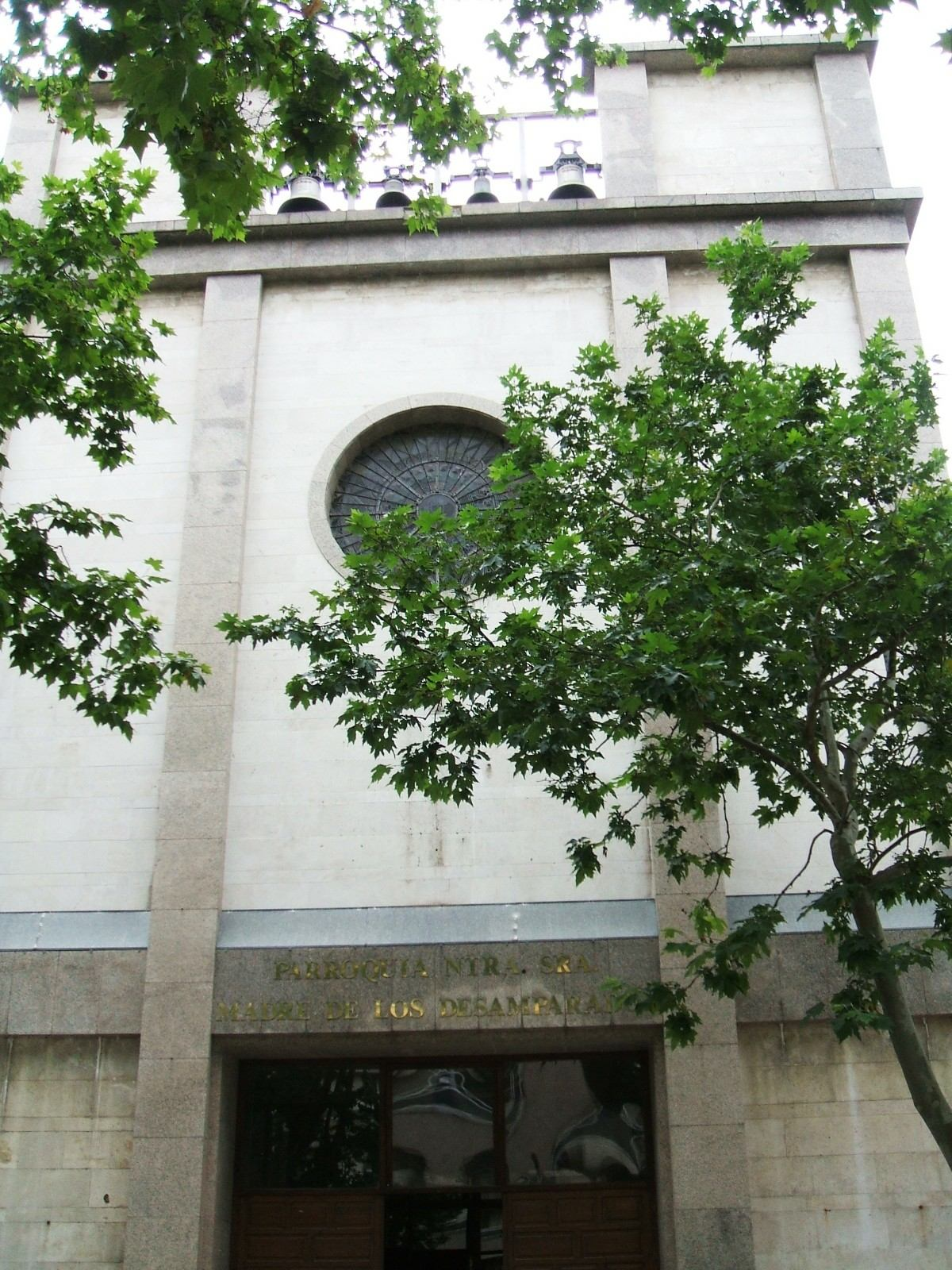
Église Notre Dame des Désemparées

- Plaza de Abastos de Vitoria-Gasteiz.
- Marché de Produits Agricoles et écologiques
- Institut Public Ekialde.
- Comedor Social de Desamparadas.
- Notre-Dame des désemparés
- Centre Commercial "El Corte Inglés"
- Gouvernement Militaire d'Alava.

## Transport
Babesgabeak est, probablement, le quartier le vieux desservi de Vitoria-Gasteiz, puisque toutes les lignes d'autobus de TUVISA ont un arrêt dans la rue Paz (celles qui vont en direction Nord-Sud) ou à Olagibel (celles qui vont en direction est-ouest), sauf les lignes circulaires. Toutefois les lignes de périphérie (1 et 2) s'arrêtent aussi à Los Herrán, dans le quartier de Babesgabeak.
Par conséquent toutes les lignes de tuvisa sauf les 16 et 17 (Périphériques) passent par ce quartier, ce qui permet d'accéder à tout point de la ville.
En outre, le Tramway de Vitoria part du quartier de Babesgabeak.
| ligne | Nom                         | Destination Aller | Destination Retour | Arrêt dans le quartier |
| ----- | --------------------------- | ----------------- | ------------------ | ---------------------- |
|       | Tramway de Vitoria. Ligne 1 | Arrêt Terminal    | Ibaiondo           | Angulema               |
|       | Tramway de Vitoria Ligne 2. | Arrêt Terminal    | Abetxuko           | Angulema               |